# Debatt i Sverige om utvecklingsbistånd till fattiga länder
Debatt i Sverige om utvecklingsbistånd  till fattiga länder påbörjades inför utarbetande av en proposition om statligt utvecklingsbistånd i början av 1960-talet. Sedan dess har det formulerade huvudsyftet for statligt svenskt bistånd varit att minska fattigdomen och skapa förutsättningar för fattiga människor att förbättra sina levnadsvillkor. Biståndsdebatten kan sägas utgöras av flera diskussioner. Förutom biståndets inriktning och nivå diskuteras till exempel bistånd och handel, bistånd och miljö samt bistånd och demokrati. Under regeringen Reinfeldt 2006–2014 reducerades  antalet mottagarländer och debatten handlade om detta och andra förändringar som Gunilla Carlsson, dåvarande biståndsminister drev igenom. Under regeringen Löfven I har avräkningarna från biståndet ökat för att finansiera asylmottagandet. Detta har också kritiserats hårt från flera håll. 

## Historik
Från mitten av 1800-talet och framåt verkade ett antal svenska missionärer från Evangeliska Fosterlandsstiftelsen i Abessinien (nuvarande Etiopien). De spred Guds ord, det vill säga kristendomen, men startade även skolor och byggde sjukhem. Det kan sägas ha varit inledningen på det som steg för steg utvecklats till dagens moderna svenska bistånd. 1962 är ett annat viktigt år i biståndshistorien, eftersom den viktiga biståndspropositionen 1962:100, även kallat "biståndsbibeln", då antogs. Där talades om fyra mål: ekonomisk tillväxt, ekonomisk och social utjämning, ekonomiskt och politiskt oberoende samt demokratisering. Därefter växte biståndet snabbt och uppgick vid mitten av 1970-talet till en procent. Motivet var framförallt solidaritet över nationsgränserna, men också ökad produktion samt social och demokratisk utveckling. Under denna tid blev det också mer tal om ömsedidigt samarbete och "bistånd på mottagarnas villkor". I början av 1980-talet kom strukturanpassningsprogrammen igång och Sverige liksom andra länder stödde dessa finansiellt. Programmen var dock häftigt kritiserade av biståndsorganisationer runt om i världen. I början av 1990-talet, efter Berlinmurens fall, utökades biståndet till Östeuropa kraftigt och sedan 2006 har biståndet åter genomgått en genomgripande omstöpning, under ledning av biståndsminister Gunilla Carlsson. Bland annat har antalet mottagarländer hårdbantats, kontrollapparaten kring biståndet har skärpts och själva definitionen av bistånd har ändrats så att fler områden räknas in. Dessa och övriga förändringar som genomdrivits har dock mött skarp kritik. Kritiken har bland annat gällt att biståndet totalt sett har skurits ned, men också att det byråkratiserats. I samband med flyktingkrisen har biståndet skurits ned genom så kallade avräkningar,   vilket mött hård kritik.

## Biståndsfrågor

### Enprocentsmålet
Enprocentsmålet är ett kvantitativt mål för den svenska biståndspolitiken, vilket utgår från FN:s rekommendation om att de utvecklade länderna bör avsätta en procent av BNP för bistånd. Alla riksdagspartier utom Moderaterna har traditionellt varit för enprocentsmålet. 2013 ändrade dock Moderaterna inställning i frågan och är numera också för detta mål. Detta efter en tämligen omfattande debatt i samhället, både i lokalpress, biståndspress och i riksdagen .

### Budgetstöd
Budgetstöd innebär att pengar betalas till regeringar som har ställt upp en plan för fattigdomsbekämpning. Detta har traditionellt utgjort en stor del av det svenska statliga biståndet, men under senare år har stora minskningar gjorts. Gunilla Carlsson uttade sig i frågan för Ekot 2012 och förespråkade då ett komplett avskaffande av denna form av bistånd. Folkpartiet är också kritiska till budgetstöd eftersom det är svårare att kontrollera, inte kan öronmärkas till specifika projekt och för att de menar att pengarna inte kommer de fattiga tillgodo om de får användas fritt av mottagarlandets regering. Författaren och journalisten Bengt Nilsson är inne på samma linje och menar även att budgetstöd riskerar att hålla korrupta och i värsta fall krigförande länders regeringar under armarna.. Désirée Pethrus, utrikespolitisk talesperson för Kristdemokraterna, menar dock att budgetstödet bör vara kvar. Hon framhåller bland annat att det är viktigt för att kunna ställa krav på länderna att reformera sig och exempelvis bekämpa korruption.

### Biståndet till Kina och Vietnam
Sverige har haft ett långvarigt biståndssamarbete såväl med Vietnam som Kina. Biståndet har dock kritiserats skarpt, i synnerhet av Birgitta Ohlsson, Folkpartiet. 2007 meddelade biståndsminister Gunilla Carlsson via DN Debatt att regeringen successivt avvecklar detta bistånd, liksom även biståndet till en rad andra länder. En SIDA-beställd utvärdering av det svenska biståndet till Vietnam visar dock att det svenska biståndet till Vietnam, trots kritiken, totalt sett varit framgångsrikt. Enligt utredarna har miljontals vietnameser lyfts ur fattigdom tack vare svenskt bistånd och stödet till det ekonomiska reformprogrammet Doi Moi var särskilt betydelsefullt.

### Kritiken mot Sida

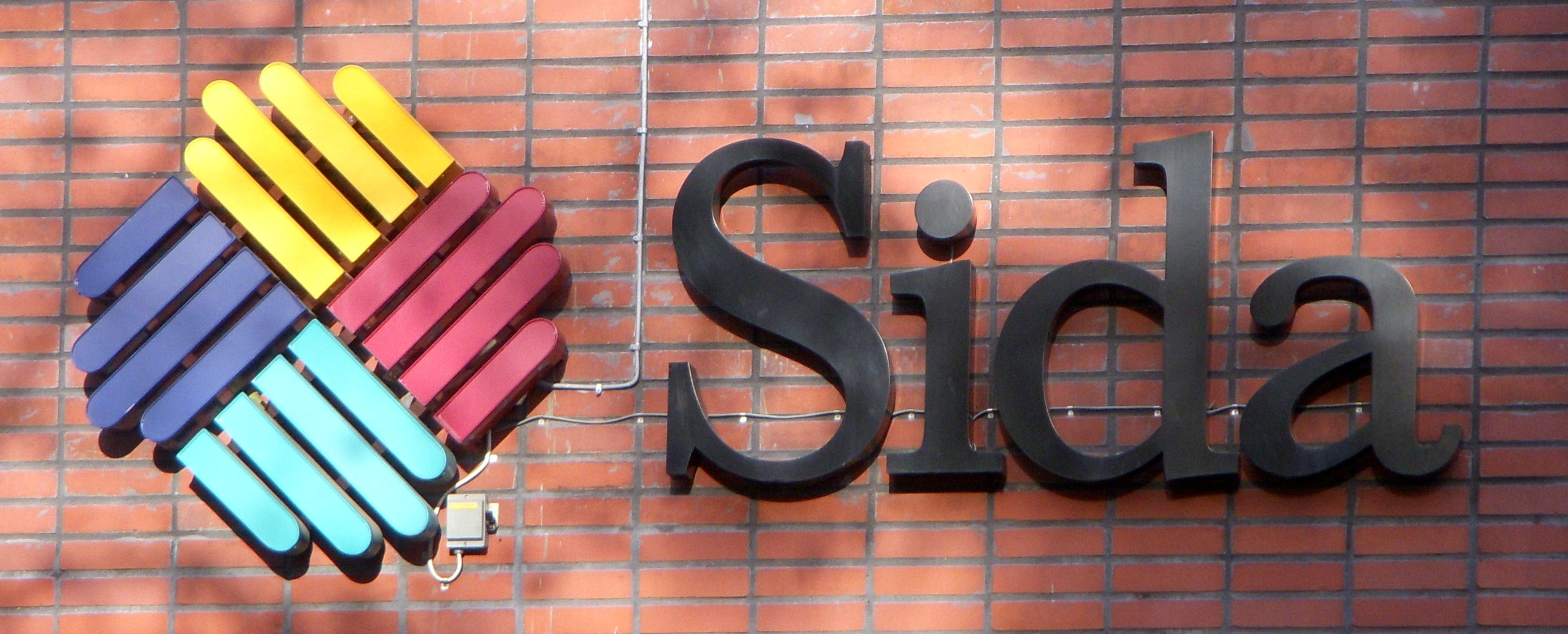
Sida:s logo

Sida fick kritik under början av 2000-talet av den ansvariga moderata biståndsministern Gunilla Carlsson, bland annat gällande bidrag till Palestinagrupperna, men den har också kommit från Riksrevisionen som vid studier funnit oegentligheter i det svenska folkrörelsebiståndet till Afrika.

### Korruption
Kritik och anklagelser om korruption är ett stort tema i biståndsdebatten. Uppmärksammade korruptionshärvor där svenskt bistånd varit inblandat är bland annat Zambia (2009).[förklaring behövs]

### Biståndskontroll och resultatstyrning
Att förstärka kontrollen över biståndet liksom även mål- och resultatstyrningen var prioriterat för Alliansregeringen efter dess tillträde 2006. Sten Rylander menade att resultatfokuseringen lett till mer byråkrati på Sida och att personalen börjat känna sig alltmer detaljstyrda. Dessutom hamnade på så sätt fokus snarare på lätta insatser som ger snabba resultat än på institutionsutveckling. År 2011 anordnade Nordiska Afrikainstitutet ett seminarium om resultatstyrningen. Flera kritiska synpunkter kom då upp, Bland annat risken för överproduktion av information, att det skulle kunna leda till rädsla för nyskapande och omprövning, samt att kontroll och mätande kunde verka hämmande på motivationen. Håkan Thörn vände sig mot New Public Management-trenden inom biståndet, det vill säga att mottagarorganisationerna åläggs att kontrollera, mäta och utvärdera på ett sätt som är både resurskrävande och i vissa fall missledande.

### Demokrati och mänskliga rättigheter
Demokrati och mänskliga rättigheter är sedan 1990-talet en central del av det globala biståndet. I demokratibiståndet ingår exempelvis stöd till partier, parlament, valmyndigheter och organisationer i civilsamhället som arbetar för mänskliga rättigheter. Alliansregeringen har gjort om även denna del av biståndet och i skriften I Frihet från förtryck förklaras detta närmare. Bland kritiker kan nämnas Hans Rosling som bland annat sagt att "mat är viktigare än demokrati för de fattiga". Studier om demokratibiståndet har också gjorts på senare tid, bland annat har Agnes Cornell i en avhandling studerat i vilken mån demokratibiståndet generellt, det vill säga globalt, bidrar till faktisk demokratiutveckling. Slutsatsen hon drar är att det är ganska minimalt.

### Kritiken mot Gunilla Carlsson
Gunilla Carlsson har kritiserats för de reformer hon drivit igenom på. Kenneth G. Forslund, menade att biståndet under hennes ministertid byråkratiserades avsevärt, men också att styrningen av det egna departementet varit svagt.. Alf Svensson menade att hennes svepande kritik av biståndet egentligen grundade sig på uppfattningen att biståndet borde skäras ned.

## Mediabilden
De vanligaste bilderna i svensk media i samband med rapporteringar om svenskt bistånd till Afrika är så kallade offerbilder.[källa behövs] Denna uppfattning framlades i en studie från 2013 av Retriever Sverige AB[förklaring behövs] på uppdrag av We Effect (tidigare Kooperation utan gränser). I studien, som fokuserade på mediabilden av sådant bistånd 2011 och 2012 framkom också att det i 80 procent av de undersökta artiklarna fanns en aktör som framhävde sina åsikter och dominerade mediautrymmet.[källa behövs].

## Partier och biståndsorganisationer

### Sverigedemokraterna
Sverigedemokraterna menar att humanitär hjälp i händelser av katastrofer är viktigt. Partiet föreslår en minskning av biståndet från en procent av BNP/BNI till 0,7 procent (källa?). Däremot vill de öka stödet till flyktingar genom att höja stödet till UNHCR.

### Vänsterpartiet
Vänsterpartiet står bakom enprocentsmålet, men vill dessutom se ett nytt klimatbistånd som läggs utanför enprocentsmålet. Partiet ser det som viktigt att det är de fattiga själva som sätter dagordningen för biståndet och framhåller även att folkrörelserna spelar en viktig roll. Områden som de betonar extra är sexuell och reproduktiv hälsa och rättigheter. Dessutom kritiserar de regeringens politik att "ta pengar från biståndet för att finansiera flyktingmottagandet i Sverige".

### Biståndsorganisationerna
Biståndsorganisationerna framhåller rättighetsperspektivet och att det skall utgå från mottagarländernas egna strategier. De varnar för urholkning av biståndet om det används för att finansiera andra utgiftsområden, såsom skuldlättnader, flyktingmottagande och motverkande av klimatförändringar. De framhåller också vikten av långsiktighet och stabilitet i biståndssamarbetet och att det inte skall vara bundet bistånd. Biståndsorganisationerna har varit kritiska till SAP och mycket av den omstöpning av biståndet som Gunilla Carlsson och Moderaterna drivit igenom, men å andra sidan välkomnat nolltoleranslinjen mot korruption.